# Lillån (Närpes å)
Lillån är ett vattendrag i landskapet Österbotten i Finland. Det är ett östligt vänsterbiflöde till Närpes å och rinner igenom orterna Horonkylä i Östermarks kommun och Övermark i Närpes kommun.